# Word Domination
Word Domination är Quit Your Dayjobs tredje studioalbum, utgivet 2011 av bolaget Alleycat Records. Skivan utgavs både på CD och vinyl.

## Låtlista
1. "Enviromental" - 1:29
2. "Yummy Dummy" - 1:53
3. "Punk Stew" - 0:37
4. "Drunk All Over the World" - 2:12
5. "Joan of Ass" - 2:01
6. "Arian Barbarian" - 1:05
7. "Gin Tonic Eyes" - 1:35
8. "Monks in the Nunnery" - 1:49
9. "Party Was Arty" - 1:37
10. "Heavy Metal Mice" - 2:06
11. "La Metadona" - 1:10
12. "Say It Loud I'm a Freak and I'm Proud" - 1:36
13. "Donut" - 1:04
14. "Bodybag Man" - 2:12
15. "A Clone in My Closet" - 1:09
16. "Save It for Madison Square Garden" - 1:27

### Fotnoter
1. ↑  ”Word Domination”. Discogs.com. http://www.discogs.com/Quit-Your-Dayjob-Word-Domination/release/2895991. Läst 4 januari 2012.